# استحکام پیوند
استحکام پیوند (به انگلیسی: Bond strength) معیاری جهت سنجش میزان استحکام پیوند شیمیایی بین دو اتم در یک مولکول است. عوامل گوناگونی بر استحکام پیوند از جمله مرتبه پیوند مؤثر هستند. استحکام پیوند با کمیت‌هایی چون انرژی پیوند و انرژی تفکیک پیوند اندازه‌گیری می‌شود.